# Lingua lidia
Il lidio era una lingua indoeuropea del gruppo anatolico. Era parlata dai Lidi in Lidia, nella parte occidentale dell'Anatolia affacciata sul Mar Egeo.

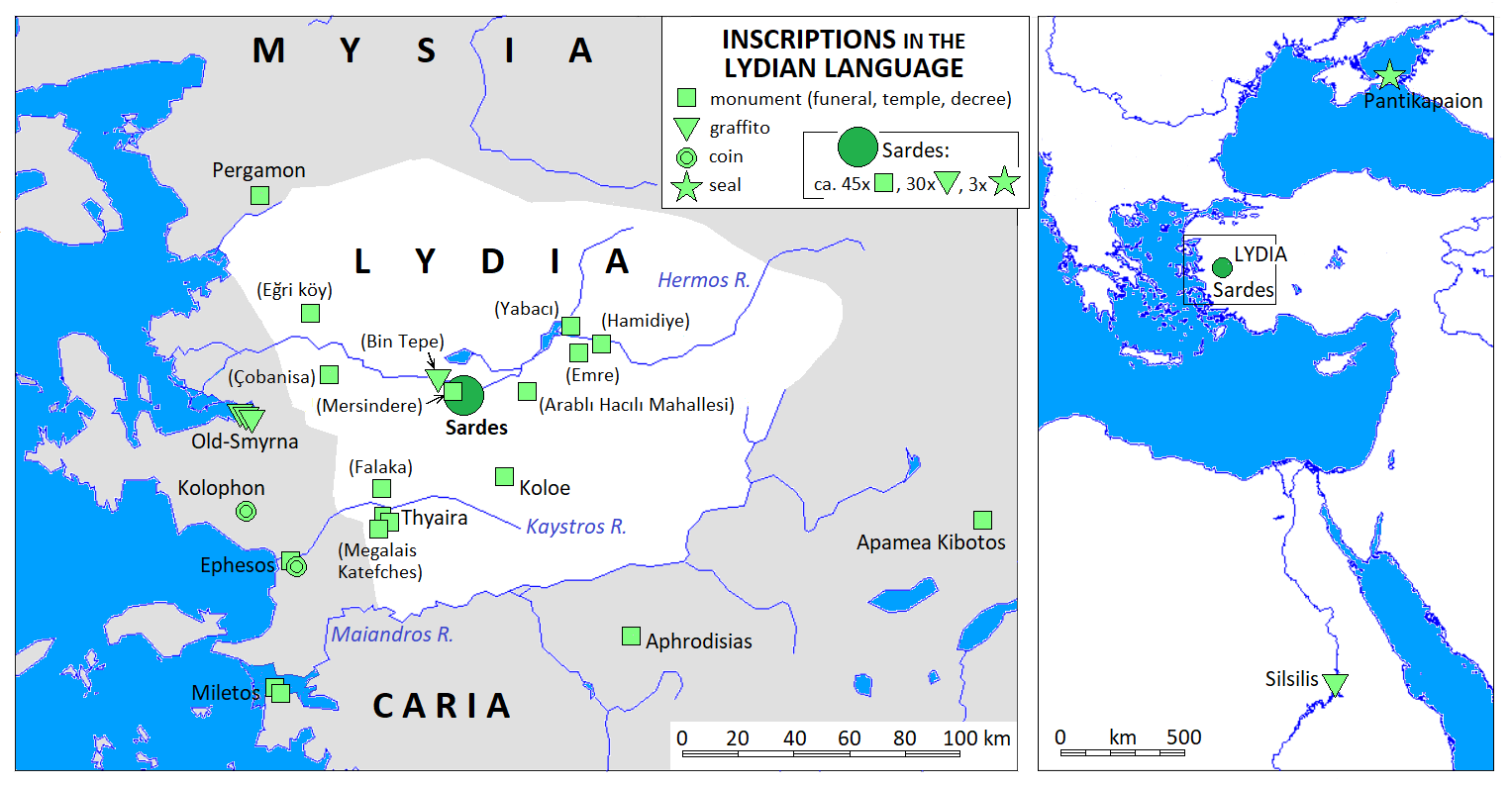
Mappa che mostra la distribuzione delle iscrizioni in lidio

## Corpustestuale e decifrazione
Nel 1916 l'iscrizione bilingue di Sardi, un'iscrizione bilingue in aramaico e lidio, permise a Enno Littmann di decifrare la lingua lidia. Dall'analisi dei due testi paralleli, egli identificò i segni alfabetici, la maggior parte dei quali in modo corretto, stabilì un vocabolario di base, tentò la traduzione di una dozzina di testi unilingui, fornì un abbozzo di grammatica lidia e riconobbe persino caratteristiche poetiche peculiari in diversi testi. Otto anni dopo William Hepburn Buckler presentò una raccolta di 51 iscrizioni allora conosciute. Le 109 iscrizioni conosciute al 1986 sono state trattate in modo esaustivo da Roberto Gusmani; di tanto in tanto vengono trovati nuovi testi.
Tutti i testi lidio esistenti, tranne alcuni, sono stati rinvenuti a Sardi, la capitale lidia, o nelle sue vicinanze, ma meno di 30 iscrizioni sono composte da più di qualche parola o sono ragionevolmente complete. La maggior parte delle iscrizioni sono su marmo o pietra e hanno un contenuto sepolcrale, ma molte sono decreti di un tipo o di un altro, e una mezza dozzina di testi sembrano essere in versi, con un metro basato sullo stress e l'assonanza delle vocali alla fine della riga. Le iscrizioni tombali includono molti epitaffi, che in genere iniziano con le parole 𐤤𐤮 𐤥𐤠𐤫𐤠𐤮 es wãnas ("questa tomba"). I testi brevi sono per lo più graffiti, legende di monete, sigilli, segni di vasi e simili. La lingua del poeta greco ionico Ipponasso (VI secolo a.C., nato a Efeso) è inframmezzata da parole lidio, molte delle quali provenienti dal gergo popolare.

## Classificazione
All'interno del gruppo delle lingue anatolica, il lidio occupa una posizione unica e problematica. Una ragione è l'evidenza e la comprensione ancora molto limitata della lingua. Un'altra ragione è una serie di caratteristiche che non sono condivise con nessun'altra lingua anatolica. Non si sa ancora se queste differenze rappresentino sviluppi peculiari del pre-lidio o il mantenimento in lidio di caratteristiche arcaiche che sono andate perdute nelle altre lingue anatoliche. Finché non saranno disponibili conoscenze più soddisfacenti, lo status del lidio all'interno dell'anatolico rimane "speciale".
Scarsamente attestata, forse era già presente, in uno stadio arcaico, nel II millennio a.C.; la cinquantina di iscrizioni giunte fino a noi sono datate tra il V e il IV secolo a.C. A causa della scarsità delle testimonianze, le connessioni dialettali del lidio non sono chiare; è possibile un legame con l'ittita, ma sono comunque evidenti influenze luvie. Il lidio mostra inoltre influssi di altre lingue indoeuropee dell'area, non anatoliche: il greco, il frigio e l'iranico.. 

## Caratteristiche linguistiche

### Fonologia
Il lidio utilizza 7 vocali, che possono essere nasalizzate (ã, ẽ) o non nasalizzate (a, e, i, o, u) e 13 consonanti, comprese quelle palatalizzate.

### Grammatica
Esistevano due generi: comune e neuterino, e due numeri: singolare e plurale. Tutti i sostantivi comuni terminavano in sl's, che molto probabilmente è un'eredità ittita, così come l'accusativo comune nlv. Sono noti i pronomi amu (io), emi (mio), bi (lui) e bili (suo), anche se ce ne sarebbero stati altri.

### Morfologia
Sostantivi e aggettivi distinguono forme singolari e plurali e si presentano in due generi, animato e inanimato. Sono ben attestati solo tre casi: nominativo, accusativo e dativo-locativo. Potrebbero esserci stati altri casi che rimangono sconosciuti a causa della scarsità di materiale.

### Sintassi
L'ordine di base delle parole è soggetto-oggetto-verbo, ma i costituenti possono essere estrapolati a destra del verbo. Il lidio aveva almeno una postposizione. I modificatori dei nomi di solito precedono il nome.

## Parole lidie ancora usate
Una parola lidia entrata nella moderna terminologia internazionale potrebbe essere labrys, "doppia ascia", una parola non greca non ancora attestata in alcuna iscrizione lidia, ma a questo proposito Plutarco afferma: "I Lidi chiamano l'ascia labrys".
Un'altra parola di prestito lidio ora utilizzata a livello internazionale potrebbe essere "tiranno" nel senso di "piccolo sovrano", usata per la prima volta nelle fonti greche antiche, senza connotazioni negative, alla fine dell'VIII-VII secolo a.C. dal re Gige di Lidia. Il nome deriva forse dalla sua città natale, chiamata Tyrrha nell'antichità classica (l'attuale Tire, in Turchia). Anche se il termine "tiranno" potrebbe essere non propriamente lidio, ma piuttosto proveniente in generale dalle lingue dell'Asia Minore. Infatti dalle iscrizioni lidiche conosciamo solo la parola lailas corrispondente con certezza al greco tyrranos.
Un'altra parola è il termine di molibdeno, tratto dal greco antico mólybdos, "piombo", dal greco miceneo mo-ri-wo-do, presumibilmente un prestito linguistico dal lidio mariwda- "scuro".